# بيتر تشانل
بيتر تشانل (بالفرنسية: Pierre Chanel)‏ هو مبشر فرنسي، ولد في 12 يوليو 1803 في مونريفيل-أو-بريس في فرنسا، وتوفي في 28 أبريل 1841 في جزيرة فوتونا في المحيط الهادئ بسبب قطع الرأس.